# Григорчук, Ростислав Иванович
Ростислав Иванович Григорчук (укр. Ростислав Іванович Григорчук; род. 23 февраля 1953) — математик, работающий в области теории групп. Стал широко известен после работы 1984 года, в которой построил первый пример конечнопорождённой группы, степень роста которой была ни полиномиальной, ни экспоненциальной, дав тем самым отрицательно решение проблемы, сформулированной Джоном Милнором в 1968 году.
Этот пример теперь называется группой Григорчука и является важным объектом геометрической теории групп.

## Биография
Родился 23 февраля 1953 года в Тернопольской области, Украина.
Окончил механико-математический факультет МГУ в 1975 году, в 1978 году получил степень кандидата физико-математических наук (научный руководитель — Анатолий Стёпин). В 1985 году защитил докторскую диссертацию в Математическом институте имени Стеклова.
В 1980-е и 1990-е годы работал в Московском институте железнодорожных путей сообщения (1995—2002), Математическом институте имени Стеклова (2000—2002), МГУ. С 2002 года работает в Техасском университете A&M, где в 2008 году получил статус заслуженного профессора (англ. distinguished professor).
Григорчук является главным редактором журнала Groups, Geometry and Dynamics, публикуемого Европейским математическим обществом, и являлся или является членом редколлегий журналов International Journal of Algebra and Computation, Journal of Modern Dynamics, Geometriae Dedicata, Algebra and Discrete Mathematics, Scientific Bulletin of Chernivtsi University и Математичні студіі.

## Признание
- Был приглашенным докладчиком на Международном конгрессе математиков в Киото в 1990 году[14].
- Международная конференции по теории групп в Гаете в 2003 году была посвящена пятидесятилетию учёного[15].
  - Также этому юбилею были посвящены специальные выпуски двух журналов по алгебре[16][17].
- Премия Стила Американского математического общества «За плодотворный вклад в исследования» 2015.